# Dubstar
Dubstar ist eine dreiköpfige britische Musikband aus Newcastle-upon-Tyne, die seit 1993 besteht.
Ihre Musik mischt Pop, Independent und tanzbare elektronische Klänge, weswegen Kritiker sie in die Nähe der Band Saint Etienne stellen. Dubstar veröffentlichten bislang fünf reguläre Alben, dazu ein Remix-Album sowie ein Best-Of-Album.

## Bandmitglieder
- Sarah Blackwood (* 6. Mai 1971 in Halifax) – Gesang
- Steve Hillier (* 14. Mai 1969 in Southampton) – Keyboards
- Chris Wilkie (* 25. Januar 1973 in Gateshead) – Gitarre

## Bandgeschichte
Dubstar entstanden im Sommer 1993, als Hillier und Wilkie, die damals das Duo The Joans bildeten, auf Blackwoods Stimme aufmerksam wurden. Innerhalb eines halben Jahres konnten sie einen Plattenvertrag beim Independent-Label Food Records unterschreiben. Nachdem zwei Singles die britischen Top 40 erreicht hatten, erschien im Herbst 1995 das Debütalbum Disgraceful. Der Song Stars erreichte Platz 54 in den Top 6000 von Radio KIA Countdown Internet Charts.
Nach der vorübergehenden Auflösung von Dubstar wurde Blackwood Gründungsmitglied der Electroclash-Band Client. Hillier arbeitet als Komponist und Produzent in seinem eigenen Tonstudio (z. B. mit und für Keane, Bebel Gilberto, Mark Owen).
Im Jahr 2018 veröffentlichten Blackwood und Wilkie das Album One, welchem im Jahr 2022 das Album Two folgte.

## Diskografie

### Alben
- 1995: Disgraceful
- 1996: Disgraceful: The Remix Album
- 1997: Goodbye
- 2000: Make It Better
- 2004: Stars: The Best of Dubstar
- 2018: One
- 2022: Two

### Singles
- 1995: Stars; Anywhere; Not So Manic Now
- 1996: Elevator Song
- 1997: No More Talk, Cathedral Park
- 1998: I Will Be Your Girlfriend
- 2000: I (Friday Night), The Self Same Thing